# Open GDF Suez 2010
Open GDF Suez 2010 — жіночий професійний тенісний турнір, що проходив на закритих кортах з твердим покриттям. Це був 18-й за ліком Open GDF Suez (раніше відомий як Open Gaz de France). Належав до категорії Premier у рамках Туру WTA 2010. Відбувся на стадіоні П'єр де Кубертен у Парижі (Франція). Тривав з 8 до 14 лютого 2010 року.

## Учасниці

### Сіяні учасниці
| Країна  | Гравчиня           | Рейтинг1 | Сіяна |
| ------- | ------------------ | -------- | ----- |
| Росія   | Олена Дементьєва   | 7        | 1     |
| Італія  | Флавія Пеннетта    | 12       | 2     |
| Бельгія | Яніна Вікмаєр      | 15       | 3     |
| Італія  | Франческа Ск'явоне | 18       | 4     |
| Франція | Араван Резаї       | 21       | 5     |
| Ізраїль | Шахар Пеєр         | 22       | 6     |
| Франція | Віржіні Раззано    | 24       | 7     |
| Росія   | Олена Весніна      | 29       | 8     |

- 1 Рейтинг подано станом на 1 лютого 2010.

### Інші учасниці
Нижче наведено учасниць, які отримали вайлд-кард на участь в основній сітці:
- Жюлі Куен
- Петра Мартич
- Флавія Пеннетта

Нижче наведено гравчинь, які пробились в основну сітку через стадію кваліфікації:
- Весна Манасієва
- Іоана Ралука Олару
- Євгенія Родіна
- Кароліна Шпрем

## Переможниці та фіналістки

### Одиночний розряд
Олена Дементьєва —  Луціє Шафарова, 6–7(5), 6–1, 6–4
- Для Дементьєвої це був другий титул за сезон і 16-й (останній) - за кар'єру.

### Парний розряд
Івета Бенешова /  Барбора Стрицова —  Кара Блек /  Лізель Губер, без гри